# Anna Maria Mühe
Anna Maria Mühe (født 1985 i Berlin) er en tysk skuespillerinde.
Hun er datter af skuespillerne Jenny Gröllmann og Ulrich Mühe, og blev opdaget i 2001 af filminstruktøren Maria von Heland, da hun fik hovedrollen i Große Mädchen weinen nicht. Hun har fået skuespillerundervisning af Marianne Fischer-Kupfer og Kristiane Kupfer. Hun fik sit gennembrud i filmen Was nützt die Liebe in Gedanken fra 2004, hvor hun spillede sammen med Daniel Brühl og Thure Lindhardt.

## Filmografi
- 2002: Große Mädchen weinen nicht som Kati
- 2003: Was nützt die Liebe in Gedanken som Hilde
- 2003: Tatort: Verraten und verkauft som Daniele Paulke
- 2004: Delphinsommer som Nathalie
- 2004: Abhaun!
- 2005: Die letzte Schlacht som Doris Bober